# Neohela monstrosa
Neohela monstrosa är en kräftdjursart som först beskrevs av Boeck 1861. Enligt Catalogue of Life ingår Neohela monstrosa i släktet Neohela och familjen Aoridae, men enligt Dyntaxa är tillhörigheten istället släktet Neohela och familjen Corophidae. Arten är reproducerande i Sverige. Inga underarter finns listade i Catalogue of Life.